# Diament Jensena
Diament Jensena – zdanie w teorii mnogości, oznaczane przez {\displaystyle \diamondsuit ,} postulujące istnienie ciągu zbiorów przeliczalnych, który często zgaduje każdy podzbiór pierwszej nieprzeliczalnej liczby porządkowej {\displaystyle \omega _{1}.} Zdanie to jest niezależne od standardowych aksjomatów ZFC, to znaczy na ich gruncie nie można go ani udowodnić, ani obalić. Ponieważ ma ono wiele ciekawych konsekwencji, jest traktowane przez matematyków jako dodatkowy aksjomat, który może być zakładany, jeśli wymaga tego dowód.
Zasada kombinatoryczna {\displaystyle \diamondsuit } została wprowadzona przez amerykańskiego matematyka Ronalda Jensena. Jedną z motywacji do rozważania tego zdania jest jego prawdziwość w uniwersum konstruowalnym {\displaystyle \mathbf {L} } oraz fakt, iż wiele studiowanych wcześniej własności {\displaystyle \mathbf {L} } okazało się być konsekwencjami {\displaystyle \diamondsuit .}
Jensen udowodnił też, że jeśli {\displaystyle \mathbf {ZFC} } jest niesprzeczne, to niesprzeczna jest również teoria {\displaystyle \mathbf {ZFC} +\mathbf {GCH} +\neg \diamondsuit }.

## Diament i wzmocnienie
Diament Jensena {\displaystyle \diamondsuit } to następujące zdanie:
Istnieje taki ciąg {\displaystyle \langle A_{\alpha }\colon \alpha <\omega _{1}\rangle ,} że
{\displaystyle A_{\alpha }\subseteq \alpha } dla każdej liczby porządkowej {\displaystyle \alpha <\omega _{1}} oraz
dla każdego zbioru {\displaystyle A\subseteq \omega _{1},} zbiór {\displaystyle \{\alpha <\omega _{1}\colon A_{\alpha }=A\cap \alpha \}} jest stacjonarny.
{\displaystyle \diamondsuit ^{+}} to zdanie:
Istnieje taki ciąg {\displaystyle \langle {\mathcal {A}}_{\alpha }\colon \alpha <\omega _{1}\rangle ,} że
dla każdej liczby porządkowej {\displaystyle \alpha <\omega _{1},} {\displaystyle {\mathcal {A}}_{\alpha }} jest przeliczalną rodziną podzbiorów {\displaystyle \alpha } oraz
dla każdego zbioru {\displaystyle A\subseteq \omega _{1}} istnieje club {\displaystyle C\subseteq \omega _{1}} taki, że
{\displaystyle (\forall \alpha \in C)(A\cap \alpha \in {\mathcal {A}}_{\alpha }\ \wedge \ C\cap \alpha \in {\mathcal {A}}_{\alpha }).}
{\displaystyle \diamondsuit ^{-}} to zdanie:
Istnieje taki ciąg {\displaystyle \langle {\mathcal {A}}_{\alpha }\colon \alpha <\omega _{1}\rangle ,} że
dla każdej liczby porządkowej {\displaystyle \alpha <\omega _{1},} {\displaystyle {\mathcal {A}}_{\alpha }} jest przeliczalną rodziną podzbiorów {\displaystyle \alpha } oraz
dla każdego zbioru {\displaystyle A\subseteq \omega _{1},} zbiór {\displaystyle \{\alpha <\omega _{1}\colon A\cap \alpha \in {\mathcal {A}}_{\alpha }\}} jest stacjonarny.

## Konsekwencje i własności
Następujące twierdzenia są dowodliwe w {\displaystyle \mathbf {ZFC} {:}}
- {\displaystyle \diamondsuit \ \Rightarrow \ \mathbf {CH} .}
- Jeśli {\displaystyle \diamondsuit } jest prawdziwy, to istnieje ω1-drzewo Suslina. Zatem przy założeniu {\displaystyle \diamondsuit ,}
(a) istnieje porządek liniowy bez końców, w którym każda rodzina rozłącznych przedziałów otwartych jest przeliczalna, ale który nie zawiera żadnego przeliczalnego podzbioru gęstego;
(b) istnieje przestrzeń topologiczna {\displaystyle X} która jest przestrzenią Suslina (tzn. każda rodzina parami rozłącznych otwartych podzbiorów {\displaystyle X} jest co najwyżej przeliczalna), ale której produkt {\displaystyle X\times X} nie jest przestrzenia Suslina (zdanie to jest mimo to dowodliwe pod założeniem samej hipotezy continuum[2]).
- {\displaystyle \diamondsuit ^{+}\ \Rightarrow \diamondsuit .}
- {\displaystyle \mathbf {V} =\mathbf {L} \ \Rightarrow \diamondsuit ^{+}.}
- Jeśli {\displaystyle \diamondsuit ^{+}} jest prawdziwy, to istnieje {\displaystyle \omega _{1}}-drzewo Kurepy (z {\displaystyle 2^{\omega _{1}}} gałęziami długości {\displaystyle \omega _{1}}).
- Zdania {\displaystyle \diamondsuit } i {\displaystyle \diamondsuit ^{-}} są równoważne.